# Anthelia filum
Anthelia filum là một loài rêu tản trong họ Antheliaceae. Loài này được (Dumort.) Dumort. miêu tả khoa học lần đầu tiên năm 1835.